# Lý Can Nguyên
Lý Can Nguyên (tiếng Trung: 李乾元; sinh năm 1942) là Thượng tướng Quân Giải phóng Nhân dân Trung Quốc (PLA). Ông từng giữ chức vụ Ủy viên dự khuyết Ban Chấp hành Trung ương Đảng Cộng sản Trung Quốc khóa XIV, XV, Ủy viên chính thức Trung ương Đảng khóa XVI, Tư lệnh Quân khu Lan Châu.

## Thân thế và binh nghiệp
Lý Can Nguyên sinh ngày 12 tháng 3 năm 1942 tại thôn Diêu, Lâm Châu, tỉnh Hà Nam. Năm 1959, Lý Can Nguyên nhập học tại Học viện Dệt Cơ giới Trịnh Châu. Cùng năm, ông gia nhập Đoàn Thanh niên Cộng sản Trung Quốc.
Tháng 7 năm 1961, Lý Can Nguyên nhập ngũ. Tháng 5 năm 1963, ông gia nhập Đảng Cộng sản Trung Quốc. Ông từng đảm nhiệm chức vụ Tiểu đội trưởng; Trung đội trưởng; Tham mưu khoa Tác huấn Sư đoàn; Phó khoa trưởng. Sau năm 1976, Lý Can Nguyên làm Tham mưu trưởng Trung đoàn; Phó trung đoàn trưởng và Trung đoàn trưởng. Tháng 10 năm 1980, Lý Can Nguyên học tập tại Học viện Quân sự Quân Giải phóng Nhân dân Trung Quốc. Năm 1982, sau khi tốt nghiệp, ông được phân công giữ chức Tham mưu trưởng Sư đoàn.
Năm 1983, Lý Can Nguyên được bổ nhiệm làm Phó Tham mưu trưởng Tập đoàn quân 1 Lục quân, Quân khu Nam Kinh (Tư lệnh Tập đoàn quân lúc đó là Phó Toàn Hữu; Tham mưu trưởng Tập đoàn quân là Ngô Thuyên Tự). Năm 1984, Lý Can Nguyên tham gia hoạt động tác chiến phòng ngự biên giới Trung-Việt.
Tháng 8 năm 1985, Lý Can Nguyên được bổ nhiệm giữ chức vụ Phó bí thư Đảng ủy, Tư lệnh Tập đoàn quân 1 Lục quân, Quân khu Nam Kinh, kế nhiệm Phó Toàn Hữu. Tháng 9 năm 1988, Lý Can Nguyên được phong quân hàm Thiếu tướng.
Tháng 7 năm 1990, Lý Can Nguyên được điều động giữ chức Phó Tham mưu trưởng Quân khu Quảng Châu; kế nhiệm ông làm Tư lệnh Tập đoàn quân 1 là Chính ủy Tập đoàn quân 1 Ngô Thuyên Tự. Tháng 6 năm 1991, Lý Can Nguyên học tập tại Đại học Quốc phòng Trung Quốc.
Tháng 12 năm 1994, Lý Can Nguyên được điều động phân công làm Tham mưu trưởng Quân khu Lan Châu, kế nhiệm Tiền Thụ Căn. Năm 1996, ông được thăng quân hàm Trung tướng. Tháng 4 năm 1999, nhậm chức Phó Tư lệnh Quân khu Lan Châu.
Tháng 9 năm 1999, Lý Can Nguyên được bổ nhiệm giữ chức vụ Tư lệnh Quân khu Lan Châu. Tháng 6 năm 2004, ông được thăng quân hàm Thượng tướng.
Tháng 6 năm 2007, Lý Can Nguyên được miễn nhiệm chức vụ Tư lệnh Quân khu Lan Châu, nghỉ công tác trong quân đội, kế nhiệm ông là Tham mưu trưởng Quân khu Vương Quốc Sinh.
Tháng 3 năm 2008, Lý Can Nguyên được bầu làm Ủy viên Ủy ban Thường vụ Nhân đại toàn quốc, Phó Chủ nhiệm Uỷ ban Nông nghiệp và Nông thôn Nhân đại toàn quốc Trung Quốc khóa XI, nhiệm kỳ 2008—2013.